# Rue Chevert
La rue Chevert est une voie du 7e arrondissement de Paris, en France.

## Situation et accès
La rue Chevert est une voie publique située dans le 7e arrondissement de Paris. Elle débute au 72, boulevard de La-Tour-Maubourg et se termine au 20, avenue de Tourville.
Le quartier est desservi par la ligne 8 à la station École Militaire.

## Origine du nom

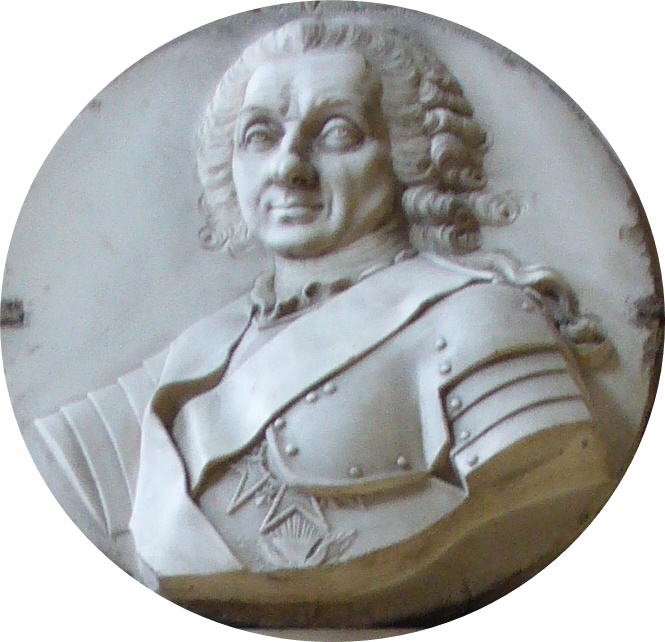
François de Chevert.

Cette rue perpétue la mémoire de François de Chevert (1695-1769), général des armées de Louis XV.

## Historique

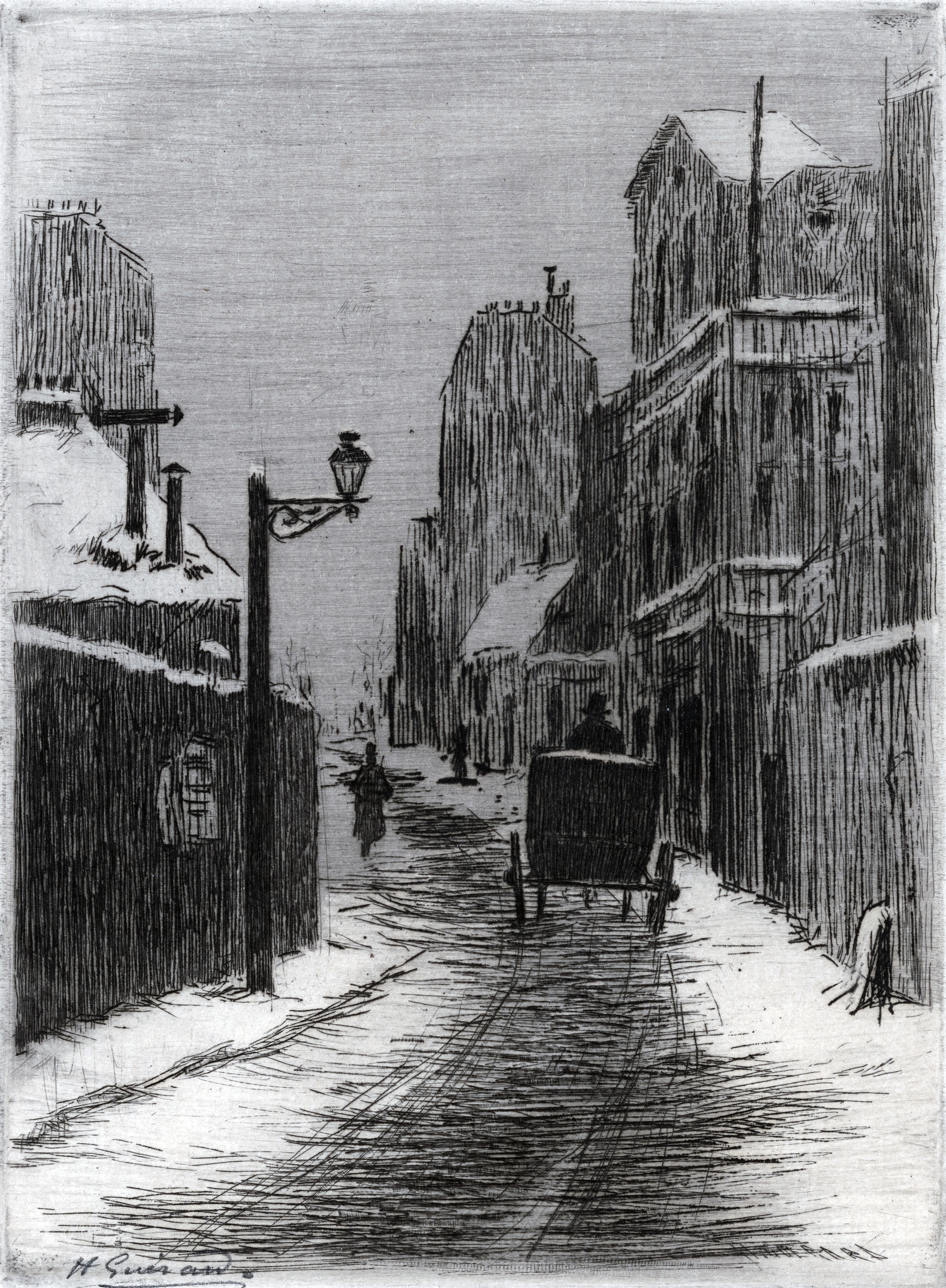
La rue Chevert au XIXe siècle.

Cette voie, initialement appelée « ruelle Monbarrey », prend le nom de « rue Chevert » vers 1802, en raison du voisinage de l'hôtel des Invalides.
Elle suit le tracé d’un chemin du XVIIIe siècle. Le gibet de l’abbaye de Saint-Germain-des-Prés se dresse, jusqu’à la Révolution, à l’intersection avec la rue Bougainville.

## Crue de 1910: dortoir de secours au 29, rue Chevert
Lors de la crue de la Seine en janvier 1910, les quartiers de Javel et de Grenelle furent sévèrement inondés, obligeant la police et l'armée à évacuer de nombreux habitants. Pour faire face à cette catastrophe et au grand froid qui sévissait, un dortoir de secours fut rapidement aménagé au 29, rue Chevert, dans les locaux de l'« Assistance par le travail ». Cet abri temporaire offrait 25 lits pour les femmes et 10 pour les hommes, ainsi que des berceaux pour les enfants. Ce dortoir accueillit notamment des sinistrés des rues Surcouf et Malar. Un reportage du journal Le Matin du 30 janvier 1910 décrit cette scène, où les enfants jouaient, les mères cousaient, et une atmosphère d'exil et de détresse marquait le quotidien des réfugiés.

## Bâtiments remarquables et lieux de mémoire
- No 12 : ici se trouvaient les ateliers du peintre et maître verrier Nicolas-Adolphe Bruin dit l'Aîné, actif de 1850 à 1888. Cet ancien établissement fut fondé en 1794, puis repris par succession de 1887 à 1908 par Auguste Bruin. Participation aux Expositions universelles de 1855, 1867 et 1878[5].
- No 13 : Bernadette Sers (1928-2000), artiste peintre, y vécut.
- No 15 : locaux du Cercle national pour le soldat de Paris, créé par René Thorel en 1909 pour accueillir les soldats de province faisant leur service militaire à Paris. Organisation reconnue d'utilité publique en 1921[6].
- No 23 : ici se trouvaient les ateliers du sculpteur Robert Coutin.